# Саша Мујовић
Саша Мујовић (Подгорица, 12. септембар 1978) црногорски је политичар и универзитетски професор. Од 2024. обавља функцију градоначелника Подгорице. Између 2019. и 2024. био је декан Електротехничког факултета Универзитета Црне Горе.

## Биографија
Рођен је 12. септембра 1978. у Котору. Године 1993. завршио је Основну школу „Боро Ћетковић” у Подгорици, а 1997. Електротехничку школу „Васо Алигрудић”. На крају основног и средњег образовања проглашен је за најбољег ђака генерације. Године 1997. уписује Електротехнички факултет Универзитета Црне Горе, на ком је дипломирао 2001. као први студент у генерацији. На истом факултету је магистрирао 2004, а потом докторирао 2010.